# Llei de Brandolini
La llei de Brandolini o principi de l'asimetria de la bestiesa és un postulat de l'informàtic italià Alberto Brandolini sobre la desinformació. Fou formulada, per primer cop, a través d'una piulada de Twitter el 2013:
| «                           | The bullshit asimmetry [sic]: the amount of energy needed to refute bullshit is an order of magnitude bigger than to produce it. | L'asimetria de la bestiesa. La quantitat d'energia que cal per rebatre mentides és d'un ordre de magnitud superior que per produir-les. | » |
| — Alberto Brandolini, 2013, | | |   |

El principi resumeix la constatació del fet que és molt fàcil de publicar una notícia enganyosa, un rumor sense fons o una teoria de la conspiració. No cal cap competència ni tasca de recerca. Tanmateix, per tal de desfer l'argument fals fa menester molta més energia i prudència científica. Les falòrnies simples circulen més ràpid que la informació fiable. És una característica de la postveritat, quan per a l'opinió pública, els fets objectius tenen menys influència que les crides a l'emoció i a les creences personals. S'aprofita la mandra intel·lectual, que «impulsa a insultar abans de raonar, a adoptar acríticament les opinions alienes més afins als prejudicis i emocions, i a inhibir-nos de la fatigosa tasca de pensar per un mateix».
Es tracta d'una propensió anticientífica i antimodernista de persones que s'estimen més conclusions fàcils en lloc de fer un esforç per comprendre el rerefons i el context de coses complexes. Un exemple és el terraplanisme. Pretendre «com tothom pot albirar, la terra és plana» costa menys comprendre que explicar els models complexos de la geometria i de la física. La validesa aparent importa més que la validesa lògica o estadística. D'aquesta llei, se'n sol abusar en les tertúlies: oradors astuts elucubren comentaris superficials sense donar temps als altres a rebatre'ls en un període mediàtic raonable. Els moderadors han de vetllar i distribuir equitativament el temps entre els participants. Així, de fet, les regles de les tertúlies donen avantatge als simplistes a qui, segons la llei de Brandolini, cal menys temps.